# Асенкритовка
Асенкритовка (каз. Асенкритов) — село в районе Беимбета Майлина Костанайской области Казахстана. Административный центр Асенкритовского сельского округа. Код КАТО — 396435100.

## География
Село находится примерно в 17 км к северо-западу от районного центра села Айет на правом берегу реки Аят.
Территория села составляет 1015 га.

## Население
В 1999 году население села составляло 957 человек (486 мужчин и 471 женщина). По данным переписи 2009 года в селе проживали 1032 человека (525 мужчин и 507 женщин).
На 1 января 2013 года численность населения села составила 1039 человек.

## Известные жители и уроженцы
- Тулба, Андрей Дмитриевич (1913—1983) — Герой Социалистического Труда.